# 黃腹鮨
黃腹鮨，為輻鰭魚綱鱸形目鱸亞目鮨科的其中一種，分布於西大西洋區，從大安地列斯群島至烏拉圭海域，棲息深度2-402公尺，體長可達7.5公分，生活在珊瑚礁區、岩礁區，為底棲性魚類，屬肉食性，可作為觀賞魚。

## 擴展閱讀
- 黃腹鮨的图片 （页面存档备份，存于）